# Go Off (песня Lil Uzi Vert, Quavo и Трэвиса Скотта)
«Go Off» — песня американских рэп-исполнителей Lil Uzi Vert, Quavo и Трэвиса Скотта. Она была выпущена 2 марта 2017 года в качестве ведущего сингла из саундтрека для фильма 2017 года Форсаж 8. Продюсерами песни стали The Featherstones, Murda Beatz и Брейан Исаак.

## Музыкальное видео
Релиз видеоклипа на трек состоялся 2 марта 2017 года, в день выхода сингла. В нём представлены кадры из Форсажа 8 и показаны выступления Lil Uzi Vert, Куэйво и Трэвиса Скотта в окружении гоночных автомобилей.

## Отзывы
Дэнни Шварц, рецензент нью-йоркского интернет-журнала HotNewHipHop, оценил песню как «VERY HOTTTTT».

## Чарты
| Чарт (2017)                             | Высшая позиция |
| --------------------------------------- | -------------- |
| Мир (Billboard Top Triller Global)      | 7              |
| США (Billboard Bubbling Under Hot 100)  | 7              |
| США (Billboard Rap Digital Songs Sales) | 8              |
| США (Billboard Hot R&B/Hip-Hop Songs)   | 39             |
| Франция (SNEP)                          | 124            |

## Сертификации
| Регион                                                                      | Сертификация | Продажи |
| --------------------------------------------------------------------------- | ------------ | ------- |
| США (RIAA)                                                                  | Золотой      | 500 000 |
| Данные о продажах + прослушиваниях приведены только на основе сертификации. |              |         |